# Карл-Гайнц Вольфф
Карл-Гайнц Вольфф (нім. Karl-Heinz Wolff; 16 жовтня 1909, Данциг — 11 червня 1970) — німецький офіцер, фрегаттен-капітан крігсмаріне.

## Біографія
1 квітня 1928 року вступив на флот. З середини 1930-х років служив у морській авіації. В кінці 1936 і на початку 1937 року — командир 88-ї морської розвідувальної ескадрильї легіону «Кондор». В березні-червні 1941 року пройшов курс підводника, в липні-серпні пройшов командирську підготовку на підводному човні U-74. З 4 листопада 1941 по вересень 1942 року — командир U-509, на якому здійснив 1 похід (25 червня — 12 вересня 1942). З жовтня 1942 по березень 1943 року служив в диверсійних частинах. З березня 1943 року — командир роти Військово-морського училища Мюрвіка. З жовтня 1943 року — 1-й офіцер на есмінці «Еріх Штайнбрінк». З травня 1944 року переданий в розпорядження головнокомандування ВМС «Північ». З серпня 1944 року — референт управління морської війни ОКМ. В січні-травні 1945 року — командир 2-го дивізіону Військово-морського училища Мюрвіка.

## Звання
- Кандидат в офіцери (1 квітня 1928)
- Морський кадет (11 жовтня 1928)
- Фенріх-цур-зее (1 січня 1930)
- Оберфенріх-цур-зее (1 квітня 1932)
- Лейтенант-цур-зее (1 жовтня 1932)
- Оберлейтенант-цур-зее (1 вересня 1934)
- Капітан-лейтенант (1 червня 1937)
- Корветтен-капітан (1 жовтня 1940)
- Фрегаттен-капітан (1 квітня 1944)

## Нагороди
- Медаль «За вислугу років у Вермахті» 4-го і 3-го класу (12 років)
- За успішну службу в авіації Вольффу офіційно зарахували вступ на флот від 1926 року для прискореного отримання підвищень.